# Ale Kino!
Ale Kino! (in italiano, 'ma che cinema!') è un festival internazionale di cinema per bambini e ragazzi. Si svolge con cadenza annuale a Poznań in Polonia, ed è dedicato alla cinematografia e alle produzioni televisive dedicate ai giovani.

## Storia
Nei primi anni 60, fra 1963 e 1966, a Poznań prendeva posto una rassegna nazionale di film e cartoni animati per i bambini. Nel 1969 la festa è diventata ufficialmente un festival. Inizialmente era un evento nazionale, svolto ogni due o quattro anni. Gradualmente le produzioni internazionali ne facevano parte, anche se solo nel 1994 il festival è diventato ufficialmente una festa internazionale. Dal 1995 è organizzato in cooperazione con International Centre of Films for Children and Young People (CIFEJ).
Negli anni 80, il festival si svolgeva durante le ferie invernali in gennaio. Negli anni 90 il termine venne spostato a maggio o giugno, e nell'anno 2006 a dicembre.

## Premi
I premi del festival negli anni passati erano diversi e assegnati alle varie categorie.
Il premio maggiore rimangono I Capretti d'Oro di Poznań (dai due capre sulla torre del municipio, simbolo di Poznań). Anche le giurie dei bambini e ragazzi assegnano i suoi premi, rispettivamente Marcinek (it. Piccolo Martino) e Marcin (it. Martino), dei cui nome diviene dal nome della Via San Martino, una delle strade principali nella città.

## Albo d'oro
Un film italiano Rosso come il cielo ha ricevuto nel 2007 un premio del pubblico e premio della giuria dei ragazzi per il miglior film.